# Attaque à la voiture-bélier à Charlottesville
Le 12 août 2017 est organisée, à Charlottesville en Virginie, la manifestation « Unite the Right », visant à maintenir la statue équestre du général Lee dans un parc de la ville. Après l'annulation de la manifestation par les forces de l'ordre, une voiture-bélier fait irruption dans une foule de contre-manifestants, blessant plusieurs dizaines de personnes et provoquant la mort de Heather Heyer, alors âgée de 32 ans.
Le conducteur de la voiture, James Alex Fields, est reconnu coupable de meurtre sur la personne d'Heather Heyer, de blessures corporelles graves sur huit personnes, de délit de fuite et de crime de haine. Il est condamné à l'emprisonnement à perpétuité en 2019.

## Attentat à la voiture-bélier
Le 12 août 2017 à 13 h 42, James Alex Fields Jr., jeune employé de 20 ans de la firme Securitas AB dans l'Ohio, aperçu le matin parmi les militants suprémacistes du Vanguard (en), conduit sa Dodge Challenger dans la 4e rue ouverte à la circulation. Au même moment, une marche improvisée de contre-manifestants avance perpendiculairement sans escorte policière le long de Water Street.
Fields fonce alors dans la foule de contre-manifestants rassemblés à l'angle de Water Street, percute une voiture avançant lentement derrière un minivan, tous deux entourés par la foule. Fields repart en marche arrière à grande vitesse, renversant d'autres contre-manifestants qui se précipitaient sur sa voiture par l'arrière et blessant une jeune femme au sol. Heather D. Heyer, une assistante juridique de 32 ans, est tuée et 19 personnes sont blessées. Le bilan est porté ultérieurement à 35 blessés.
Fields est rapidement interpellé à proximité du lieu de la collision puis inculpé de meurtre, de blessures et de délit de fuite. L'acte est qualifié d'attentat et d'acte de « terrorisme intérieur » par le ministre de la Justice Jeff Sessions. Quelques jours plus tard, le procureur et l'avocat de Fields se mettent d'accord pour une audience préliminaire repoussée au 14 décembre 2017.

## Polémique dans les milieux favorables aux manifestants

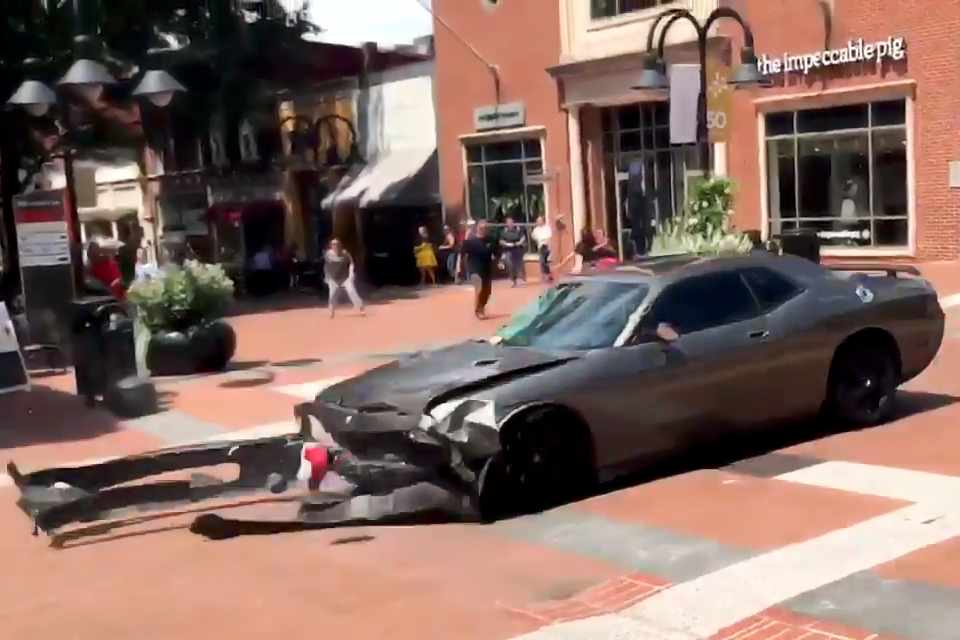
La voiture utilisée pour l'attaque.

À partir d'un article publié par un blog suprémaciste puis relayé par un site de désinformation, des sites néonazis, suprémacistes ou favorables aux manifestants suprémacistes feront état de la mort par arrêt cardiaque annoncée par la mère de la victime et du surpoids apparent de la victime, liant les deux faits pour tenter de disculper Fields,,. Le 17 octobre 2017, un rapport médical conclut que la mort de Heather Heyer est la conséquence d'une plaie au thorax.

## Hommages à la victime Heather Heyer

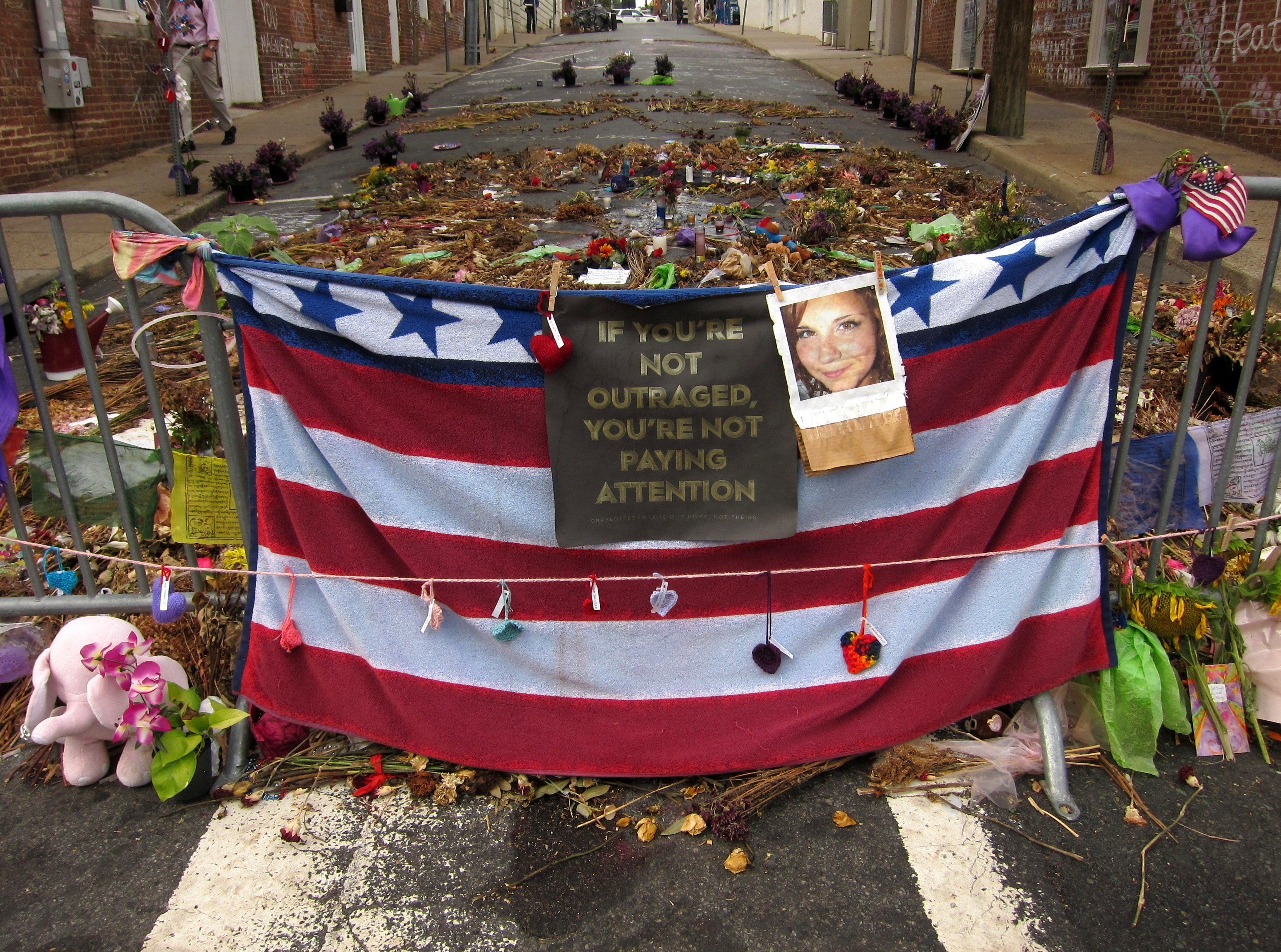
Fleurs déposées sur le lieu de sa mort.

Une cérémonie est donnée en hommage à Heather Heyer dans la soirée du 16 août 2017, à laquelle prennent part sa mère Susan Bro et son père Mark Heyer, qui déclare : « Elle aimait les gens. Elle voulait l'égalité. C’est dans cet esprit que le jour de sa mort, elle était là pour dénoncer la haine. En ce qui me concerne, je crois qu'on devrait arrêter tout ça et nous pardonner mutuellement. Je pense que c'est cela que Dieu voudrait qu'on fasse : arrêter et nous aimer. À mon arrivée aujourd'hui ici, j’ai été bouleversé par l'arc-en-ciel de couleurs de peau dans cette salle. Heather était comme cela : votre origine lui importait peu. Elle vous aimait et c'est tout ». Heather Heyer est inhumée dans un lieu tenu secret par sa famille, afin d'éviter qu'il devienne un lieu de pèlerinage ou qu'il soit profané.

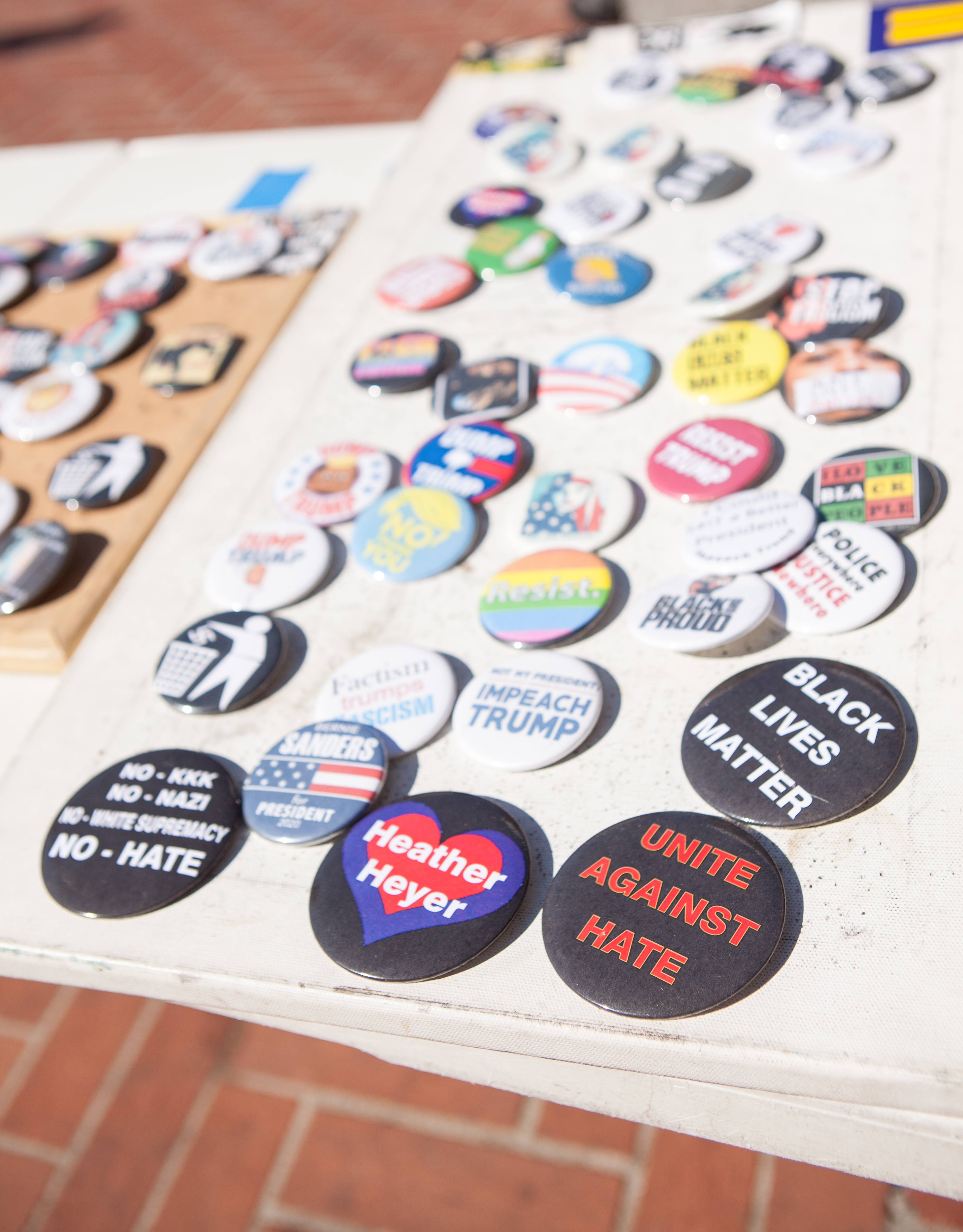
Badge Heather Heyer lors d'une manifestation à Berkeley en Californie.

Après sa mort, Heather Heyer est devenue un symbole de la lutte pour les droits civiques. Elle a notamment reçu à titre posthume le Muhammad Ali Humanitarian Award for Social Justice et son nom est honoré sur le mémorial du Southern Poverty Law Center,.
Sa mère, Susan Bro, utilise les 130 000 dollars reçus après la mort de sa fille pour alimenter une fondation accordant des bourses de mille dollars à des étudiants. Un an après la mort de sa fille, elle annonce son intention de prononcer un discours sur le lieu de sa mort : « Je dirai ce qu'elle était et ce qu'elle n'était pas ; elle n'était pas un leader, elle n'était pas une organisatrice, elle était là avec des amis, elle n'a pas été choisie, elle n'a pas été assassinée : elle a été victime d'un crime de haine commis au hasard ».

## Poursuites contre James Alex Fields
Le 14 décembre 2017, Fields comparaît devant le tribunal de Charlottesville, et l'accusation de meurtre est requalifiée en accusation d'assassinat. L'accusation présente deux vidéos : l'une prise depuis l'hélicoptère de la police, interceptant l'impact de la voiture ; l'autre par la caméra de sécurité d'un restaurant, montrant la course de la voiture avant et après l'impact, ainsi que le crash. Interrogé par l'accusation, le détective Steven Young, de la police de Charlottesville, confirme n'avoir aucune preuve que quelqu'un ait lancé quelque chose sur la voiture avant l'impact. Trois des vingt victimes présentes quittent ensuite la salle d'audience. La défense, représentée par Denise Lunsdorf, ne présente aucune preuve et ne propose aucune thèse mais contre-interroge le policier. Young confirme que les recherches n'ont permis de découvrir ni arme dans la voiture, ni preuve de l'appartenance de Fields à Vanguard America ou à un autre groupe raciste, qu'une des personnes ayant longuement côtoyé Fields au cours la journée l'avait trouvé beaucoup moins radical que les membres de ces groupes et qu'aucune de ces personnes n'avait alors perçu chez lui des signes de colère. Le détective déclare que Fields, au moment de son arrestation, répétait qu'il était désolé et demandait si des gens étaient blessés, et qu'en apprenant de Young qu'une personne était morte, il avait semblé choqué et s'était mis à pleurer. Young raconte aussi que lorsque la police a interrogé Fields pour savoir s'il avait besoin de soins médicaux, celui-ci avait refusé, répondant qu'il souhaitait que toutes les ressources médicales soient dirigées vers ses victimes. Young ajoute que les autorités ont identifié 36 victimes de l'attaque à la voiture-bélier, un nombre plus important que celui initialement annoncé, et que certaines sont désormais en fauteuil roulant. 
Le 3 janvier 2018, il est annoncé que le procès de Fields débuterait le 26 novembre 2018 et s'étalerait sur trois semaines.
Le 27 juin 2018, Fields est inculpé pour crime de haine ayant entraîné la mort de Heyer, pour 28 crimes de haine ayant provoqué des blessures corporelles et impliquant une tentative d'assassinat, ainsi que pour agression violente à caractère raciste.
Le 5 juillet 2018, Fields plaide non coupable face aux accusations de crime de haine. Le juge Joel Hoppe lui demande s'il a été traité pour maladie mentale. Fields confirme et cite le trouble bipolaire, la dépression, l'anxiété et le trouble du déficit de l'attention avec ou sans hyperactivité.

## Procès de James Alex Fields pour meurtre
Lors de la sélection des jurés, l'un de ses avocats, John Hill, déclare qu'il y aura « des preuves que l'accusé a agi de cette manière pour tenter de se défendre » et « des témoignages sur la santé mentale de l'accusé ». Une autre avocate de Fields, Denise Lunsford, liste plusieurs experts de l'université de Virginie que la défense compte interroger.
Le 29 novembre 2018, le procès commence devant un jury de neuf femmes et sept hommes. La défense déclare que Fields a vu un contre-manifestant avec une arme à feu à la main et qu'il a déclaré à la police avoir eu affreusement peur. L'accusation, qui plaide l'intentionnalité, fait état de deux photos postées sur Instagram par l'accusé en mai 2017. Celles-ci montrent une voiture rentrant dans une foule qui bloque une route. Revenant aux faits, plusieurs témoins déclarent avoir d'abord vu la voiture reculer et avoir alors pensé que Fields tentait de trouver un autre chemin. Mais en passant en revue les photos de la voiture pendant qu'elle se dirigeait vers la foule, photos qui ont valu à Ryan Kelly le prix Pulitzer, l'accusation n'y trouve aucun signe de freinage.
Un capitaine des pompiers déclare avoir observé une large ecchymose sur la poitrine d'Heather Heyer, signe d'un choc violent. Un expert a identifié des traces de son sang sur le pare-brise et le rétroviseur de la voiture. 
L'accusation présente un MMS dans lequel, à un SMS de sa mère disant « sois prudent », envoyé la veille de la manifestation, Fields répond « nous ne sommes pas ceux qui doivent faire attention », joignant une photo d'Hitler. De l'écoute d'appels téléphoniques de Fields à sa mère depuis la prison, sont extraites les déclarations que Susan Bro, la mère de Heyer, serait « anti-blanc » et « communiste » et que Fields se serait fait harceler par des antifas qui brandissaient des drapeaux de l'État islamique.
Daniel Murrie, professeur de psychologie à l'université de Virginie, déclare que Fields a reçu un diagnostic de trouble bipolaire à l'âge de six ans et qu'il souffrait d'un trouble de la personnalité schizoïde étant adolescent. Avant son quinzième anniversaire, Fields avait effectué trois séjours dans des établissements psychiatriques. Il fut un enfant instable, sujet à des accès de colère parfois violents, ce qui lui valut d'être « expulsé de la maternelle ». Solitaire et inadapté à la société, Fields abandonna la formation de base de l'Armée de terre après avoir obtenu son diplôme d'enseignement secondaire, puis occupa des emplois à faible rémunération. Il jouait alors aux jeux-vidéo pendant plusieurs dizaines d'heures par semaine. Mais Murrie affirme que Fields ne répond pas à la définition juridique donnée par l'État de Virginie en ce qui concerne la non-culpabilité pour cause de démence, et Fields n'a pas monté une telle défense.
Le 7 décembre 2018, le jury déclare Fields coupable de meurtre avec préméditation. Il est condamné à une peine de prison à vie plus 419 ans, ainsi qu'à une amende de 425 000 $.
Le 28 juin 2019, Fields, ayant plaidé coupable afin d'échapper à la peine de mort, est condamné par un juge fédéral à la réclusion à perpétuité.
Le 29 octobre 2018, Alex Fields est agressé en prison par Timothy Ray Brown, en garde à vue dans le même établissement.

## Réaction des soutiens de James Alex Fields
Le 5 janvier 2019, l'activiste Jovi Val, chef de file du mouvement The Modern Patriots, qui avait été l'un des rares participants à la manifestation anniversaire Unite the Right 2 à Washington, organise une manifestation près de la Maison-Blanche pour soutenir James Alex Fields. Il parle devant une petite foule lorsque des anti-fascistes lancent sur lui des ballons remplis de peinture. Quatre de ces manifestants sont ensuite arrêtés par des agents du Secret Service.